# 怪談 (小泉八雲)

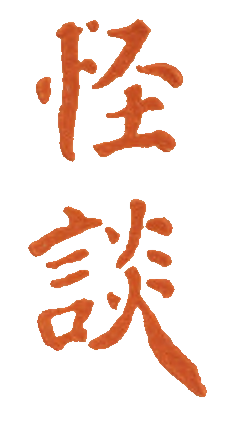
題字

『怪談』（かいだん、字音仮名遣: くわいだん、英: Kwaidan）は、小泉八雲が著した怪奇文学作品集。1904年に出版された。
八雲の妻である節子から聞いた日本各地に伝わる伝説、幽霊話などを再話し、独自の解釈を加えて情緒豊かな文学作品としてよみがえらせた。17編の怪談を収めた『怪談』と3編のエッセイを収めた『虫界』の2部からなる。
英語によるタイトルの綴りがKaidanではなくKwaidanなのは、「怪」の字音仮名遣である「クワイ」のローマ字転写による。また、節子の出身地である出雲地方の方言・出雲弁では「か」を「くゎ」と発音し分ける場合がある(例：火事(くゎじ)、家事(かじ))。

## 作品
『怪談』

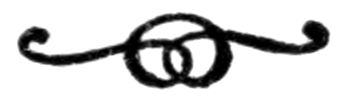
タイトルの飾り

- 耳無芳一の話（The Story of Mimi-Nashi-Hoichi）
- おしどり（Oshidori）
- お貞のはなし（The Story of O-Tei）
- 乳母ざくら（Ubazakura）
- かけひき（Diplomacy）
- 鏡と鐘（Of A Mirror And A Bell）
- 食人鬼（Jikininki）
- むじな（Mujina）
- ろくろ首（Rokuro-kubi）
- 葬られた秘密（A Dead Secret）
- 雪女（Yuki-Onna）

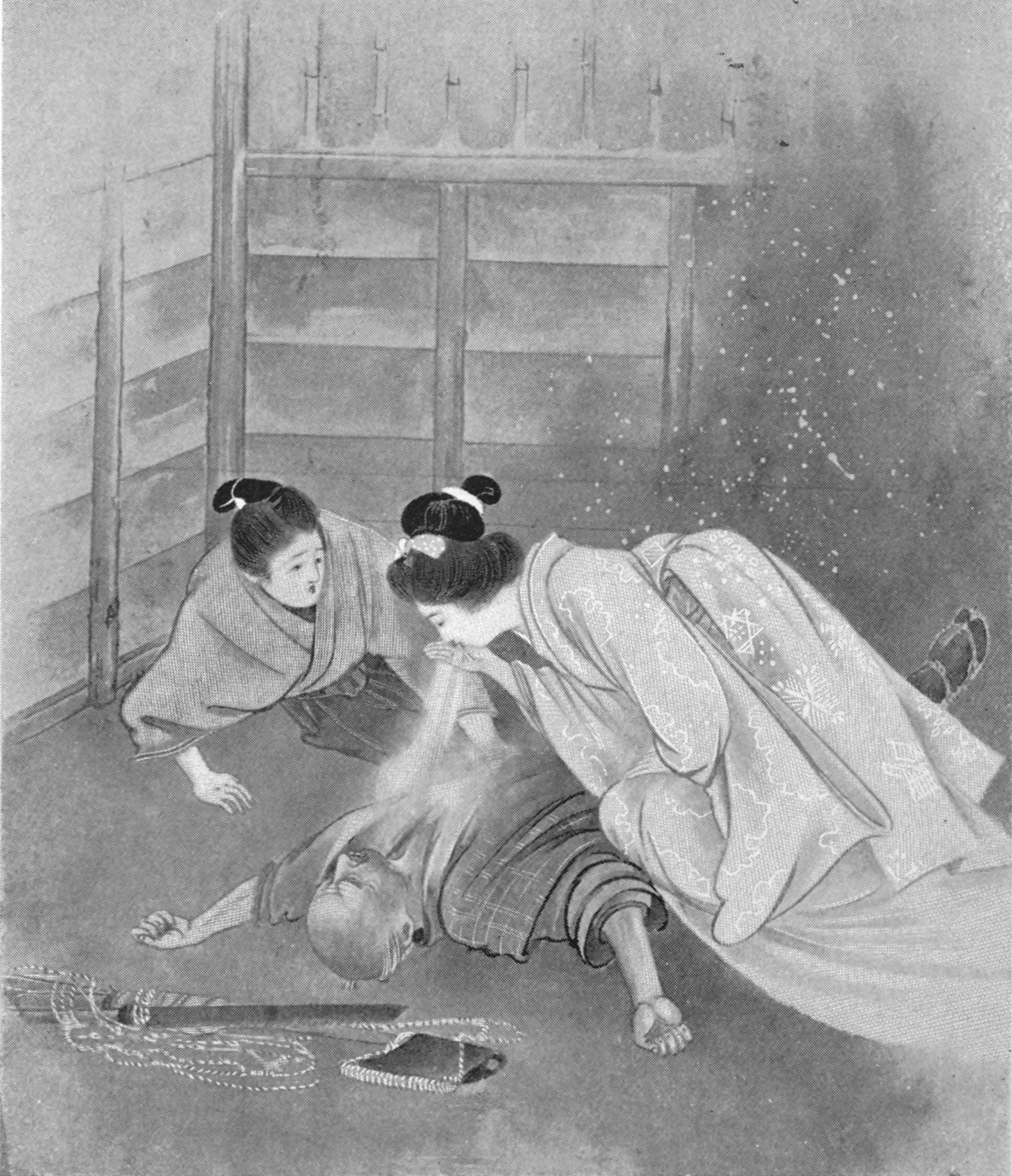
武内桂舟画『雪女 』

- 青柳のはなし（The Story of Aoyagi）
- 十六ざくら（Jiu-Roku-Zakura）
- 安芸之助の夢（The Dream of Akinosuke）

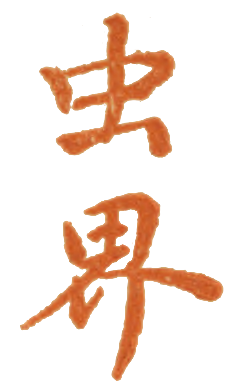

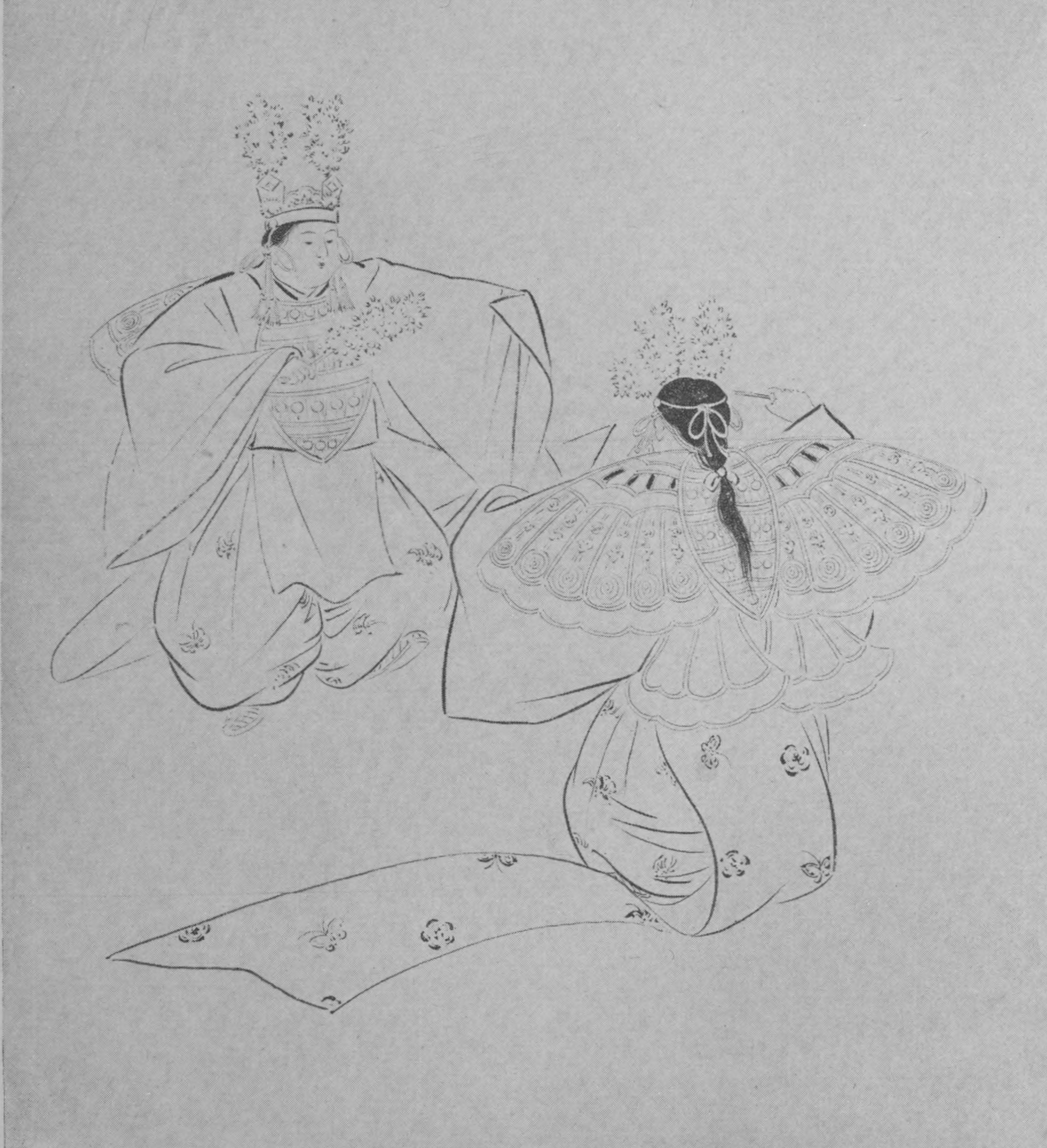
武内桂舟 挿し絵胡蝶

- 力ばか（Riki-Baka）
- 日まわり
- 蓬莱

『虫界』
- 蝶
- 蚊
- 蟻

## 主な新訳
- 平川祐弘訳『骨董・怪談　小泉八雲コレクション』 河出書房新社／河出文庫
- 池田雅之編訳『新編 日本の怪談 Ⅰ・Ⅱ』 角川ソフィア文庫
- 南條竹則訳『怪談』光文社古典新訳文庫
- 円城塔訳『怪談』角川書店
- 平川祐弘ほか訳『怪談・奇談』講談社学術文庫

## 関連作品
- 『小泉八雲の怪談によるバラード』（ピアノ曲 作曲：ペール・ヘンリク・ノルドグレン）
  - ピアニスト・舘野泉の委嘱によるピアノのための組曲。特にピアノの弦を直接はじく内部奏法による冷たい音色が冴えわたる『雪女』が有名。作曲者のノルドグレンはフィンランド人作曲家で、日本へ留学した経験からこの曲が生まれた。出版は全音楽譜出版社。
- 『怪談』（1964年 監督：小林正樹、音楽：武満徹）
  - 八雲の作品に基づく、全4篇から成るオムニバス映画。第2篇「雪女」と第3篇「耳無芳一の話」は、作品集『怪談』に含まれた短篇によるもの。ちなみに、第1篇「黒髪」は作品集『影』の「和解」を、第4篇「茶碗の中」は作品集『骨董』の「茶碗の中」を原作としている。テープ変調を伴う邦楽器を駆使した武満の音楽・音響がジョルジュ・オーリックやヤニス・クセナキスなど世界的な音楽家達に絶賛された。
- マンガ日本の古典32『怪談』つのだじろう著（中央公論新社）
- 怪談 KWAIDAN - テレビドラマ